# 1427
- Wikisource

| Calendário gregoriano                                                        | 1427 MCDXXVII                                        |
| Ab urbe condita                                                              | 2180                                                 |
| Calendário arménio                                                           | 876 – 877                                            |
| Calendário bahá'í                                                            | -417 – -416                                          |
| Calendário budista                                                           | 1971                                                 |
| Calendário chinês                                                            | 4123 – 4124 Início a 28 de janeiro (aproximadamente) |
| Calendário copta                                                             | 1143 – 1144                                          |
| Calendário etíope                                                            | 1419 – 1420                                          |
| Calendários hindus - Vikram Samvat - Calendário nacional indiano - Cáli Iuga | 1482 – 1483 1348 – 1349 4527 – 4528                  |
| Calendário Holoceno                                                          | 11427                                                |
| Calendário islâmico                                                          | 830 – 831                                            |
| Calendário judaico                                                           | 5187 – 5188                                          |
| Calendário persa                                                             | 805 – 806                                            |
| Calendário rúnico                                                            | 1677                                                 |
| Calendário solar tailandês                                                   | 1970                                                 |

1427 (MCDXXVII, na numeração romana) foi um ano comum do século XV do Calendário Juliano, da Era de Cristo, e a sua letra dominical foi E (52 semanas), teve início a uma quarta-feira, terminou também a uma quarta-feira.
| Ano completo                        |
| ----------------------------------- |
| Ano comum com início à quarta-feira |

## Eventos
- Batalha das Equinadas - travada entre as forças bizantinas de João VIII Paleólogo e do conde palatino de Cefalónia e déspota do Epiro Carlos I Tocco ao largo das ilhas homónimas; foi a última grande vitória naval dos Bizantinos.
- Maomé VIII recupera o trono do Reino Nacérida de Granada que tinha perdido para Maomé IX. Este é deposto e preso.
- Diogo de Silves descobre as ilhas açorianas faz a primeira viagem de reconhecimento do grupo central e oriental dos Açores. Reconhecimento da ilha de Santa Maria e da ilha de São Miguel e de parte do Grupo Central, que seriam colonizadas a partir de 1431 por Gonçalo Velho Cabral.
- São reunidas Cortes em Lisboa.

## Nascimentos
- 29 de maio — Françoise d'Amboise — beata e freira carmelita francesa  (m. 1485).
- 7 de junho — Casimiro IV, rei da Polónia e grão-duque da Lituânia  (m. 1492).
- Shen Zhou, pintor chinês.

## Mortes
- 7 de abril — Uberto Decembrio, humanista, hebraísta e filósofo italiano  (n. 1350).
- Chimalpopoca — tlatoani (governante) asteca de Tenochtitlán  (n. 1397).